# Exotica (film)
Pour les articles homonymes, voir Exotica.
Pour plus de détails, voir Fiche technique et Distribution.
Exotica est un film canadien anglophone réalisé par Atom Egoyan, sorti en 1994.

## Synopsis
L'Exotica est un club de strip-tease au décor tropical appartenant à Zoe (Arsinée Khanjian) qui est enceinte d'Eric (Elias Koteas) le DJ. Il est interdit aux clients de toucher les strip-teaseuses. Christina (Mia Kirshner) travaille à l'Exotica. Elle y danse, déguisée en collégienne. Eric et Christina sont d'anciens amants. Eric aime encore Christina.
Francis Brown (Bruce Greenwood), inspecteur des impôts, est un client qui vient une nuit sur deux à l'Exotica. Il demande régulièrement à Christina, déguisée en collégienne, de danser pour lui, ce qui provoque la jalousie d'Eric. Les prestations de Christina bouleversent Francis qui doit souvent aller s'enfermer dans les WC. La fille de Francis a été tuée.
Thomas (Don McKellar), homosexuel, est propriétaire d'un magasin d'animaux exotiques dont les comptes font l'objet d'un contrôle par Francis qui le soupçonne de tenir un commerce illégal d'importation.
Eric et Christina se sont rencontrés lors d'une battue dans la campagne pour retrouver une enfant disparue. Alors que Francis est encore une fois enfermé dans les WC, Eric s'y rend et l'incite à transgresser l'interdit en touchant Christina alors qu'elle danse pour lui. Peu après, Francis touche Christina au ventre. Eric, qui observait de loin, intervient et chasse brutalement Francis de l'Exotica en le jetant à la rue.
Francis démontre les activités illicites de Thomas et l'oblige à aller à l'Exotica, équipé d'un micro, parler avec Christina pendant qu'il écoute la conversation dans la voiture. Armé d'un revolver, Francis interpelle Eric à l'extérieur de l'Exotica. Eric lui révèle que c'est Christina et lui qui ont découvert le cadavre de sa fille dans un champ lors de la battue, il y a des années. Christina était la baby-sitter de la fille de Francis,.

## Fiche technique
- Titre : Exotica
- Réalisation : Atom Egoyan
- Scénario : Atom Egoyan
- Production : Atom Egoyan, Camelia Frieberg et Robert Lantos
- Musique : Mychael Danna
- Photographie : Paul Sarossy
- Montage : Susan Shipton
- Pays d'origine : Canada
- Langue originale : anglais
- Format : couleurs - 1,85:1 - Dolby
- Genre : drame
- Durée : 103 minutes
- Date de sortie : 1994

## Distribution
- David Hemblen : Inspecteur des douanes
- Mia Kirshner : Christina
- Calvin Green : Officier des douanes
- Elias Koteas (VQ : Bernard Fortin) : Eric
- Bruce Greenwood : Francis Brown
- Peter Krantz : client du taxi
- Don McKellar : Thomas Pinto
- Arsinée Khanjian : Zoe
- Sarah Polley : Tracey Brown
- Victor Garber : Harold Brown

## Distinctions

### Récompenses
- Grand Prix de l'Union de la critique de cinéma (UCC)
- Prix Léon Moussinac du syndicat français de la critique de cinéma

### Nomination
- Festival de Cannes 1994 : sélectionné pour la Palme d'or